# トヨタ・タンドラ
タンドラ（TUNDRA）は北米トヨタが販売するトヨタ自動車のフルサイズピックアップトラックである。
英単語“tundra”のカタカナ転写はツンドラであり、トヨタ自動車も本車種のカタカナ表記を公式には示していないが、本項ではトヨタグループに属すセントラル自動車が日本への並行輸入開始時に用いた「タンドラ」を、本車種の日本語呼称として用いる。

## 初代 XK30/40型（2000年 - 2006年）
日本から輸出されていたT100の後継車として1999年に登場。T100同様日野自動車が開発を担当、北米インディアナ工場(TMMI)が生産した。英語の車名は北極圏のツンドラを指す英単語 TUNDRA であるが、日本向けのプレスリリースでは他の転写である「タンドラ」と表記されている。タンドラとプラットフォームを共有するフルサイズSUVトヨタ・セコイアがある。
発売当初のエンジンは5VZ-FE型 3.4LV型6気筒エンジンおよび2UZ-FE型 4.7L V型8気筒エンジンの2種類で、組み合わされるトランスミッションは5速MTおよび4速ATであった。
2005年には1GR-FE型 4.0L V型6気筒エンジンに変更されトランスミッションも6速MTおよび5速ATとなった。
T100やタコマと同様、リアにはトヨタマークが使われておらず、テールゲートには「TOYOTA」とアルファベットで記されている。
T100よりは大型化したが、ビッグスリーを不必要に刺激しないよう、それらのフルサイズピックアップトラックよりも、寸法、排気量共にやや小さめに作られており、販売面で不利となった。
NASCAR・クラフツマントラックシリーズ→キャンピング・ワールド・トラック・シリーズに2004年から参戦しているトヨタチームのベース車種としても使われている。

### キャブ、ベッドバリエーション
- レギュラーキャブ
- アクセスキャブ
- ノーマルベッド
- ステップサイド
- ダブルキャブ

### グレード

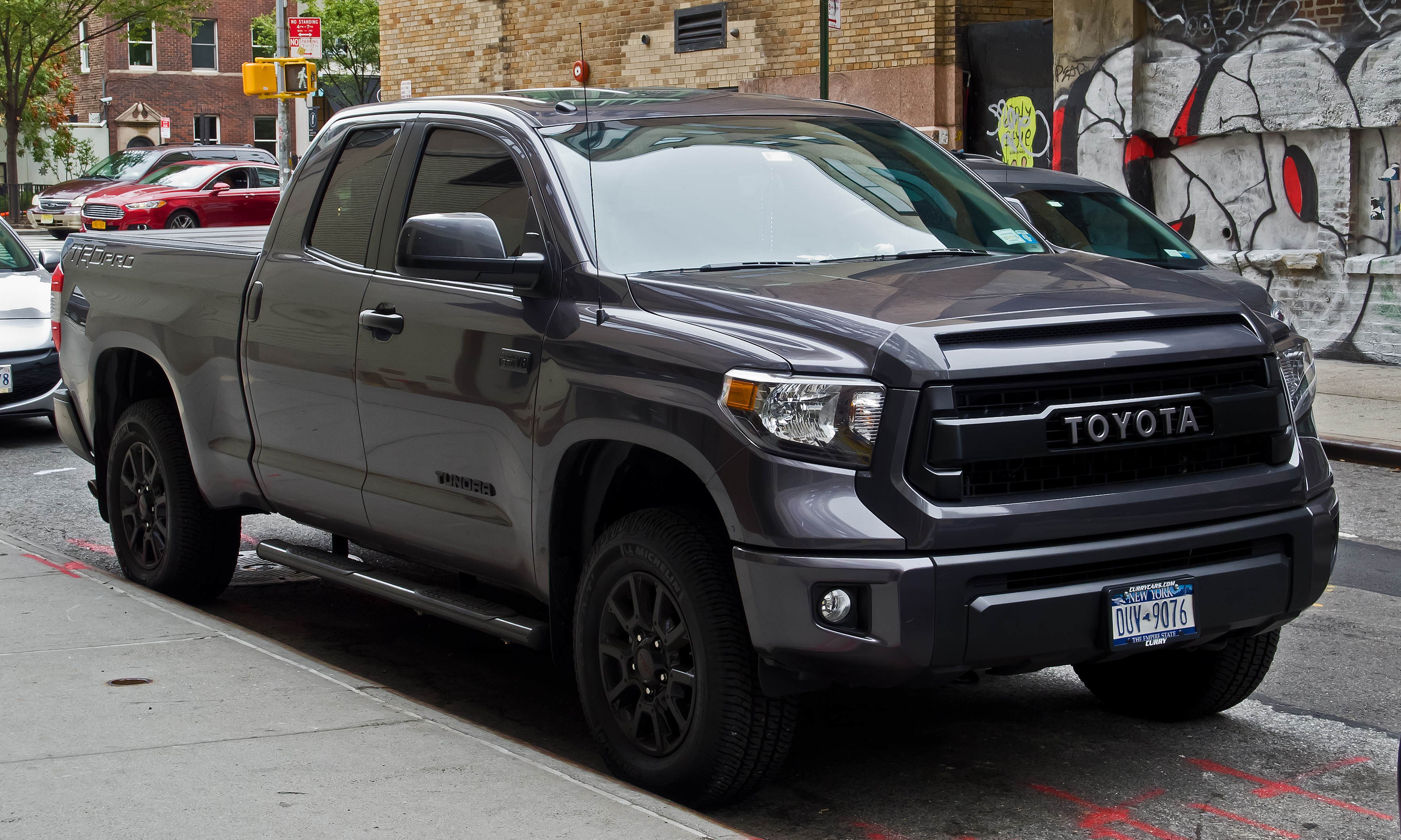
TRD Pro

- ベース - レギュラーキャブのみ
- SR5
- リミテッド

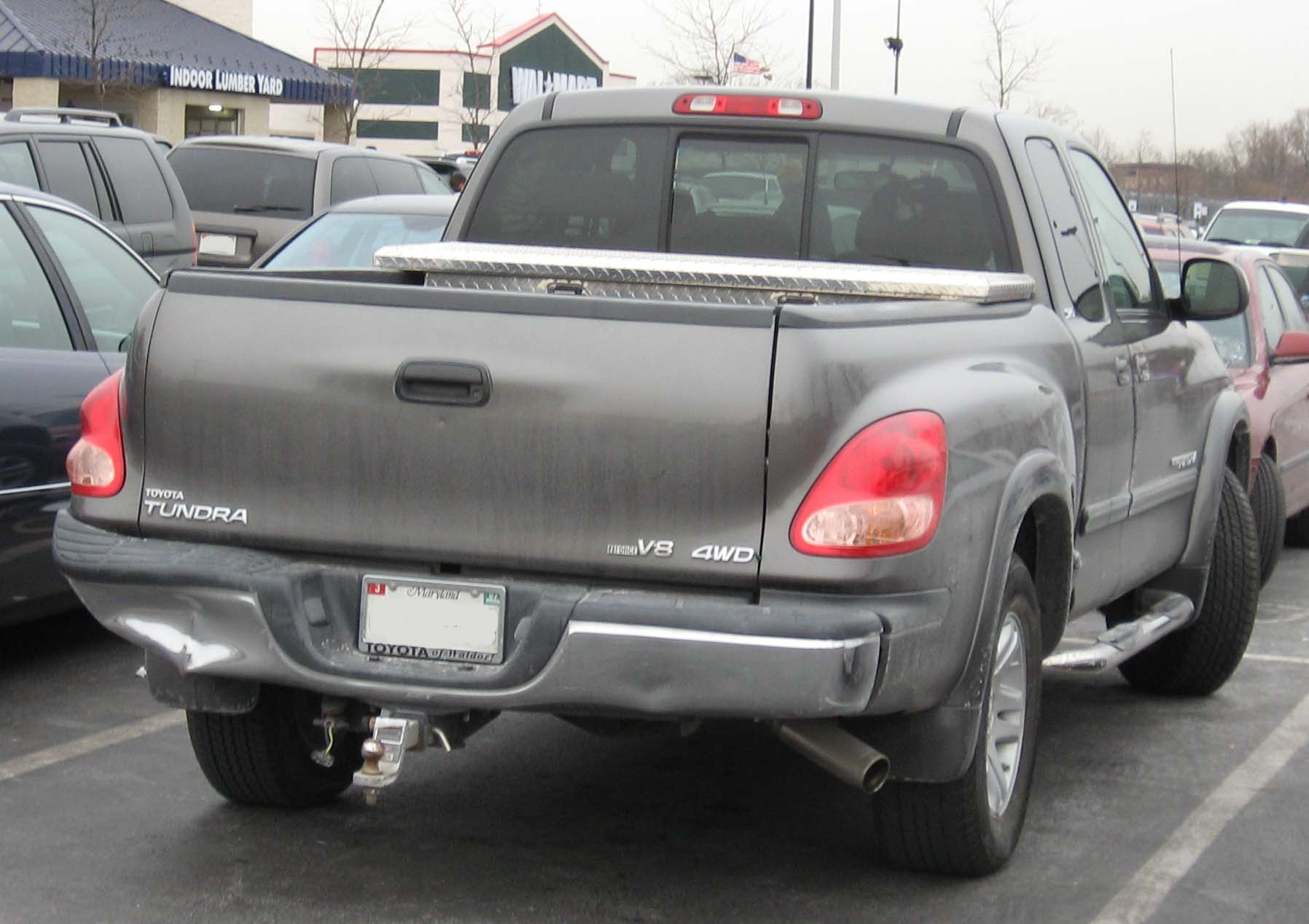
フレアーサイド
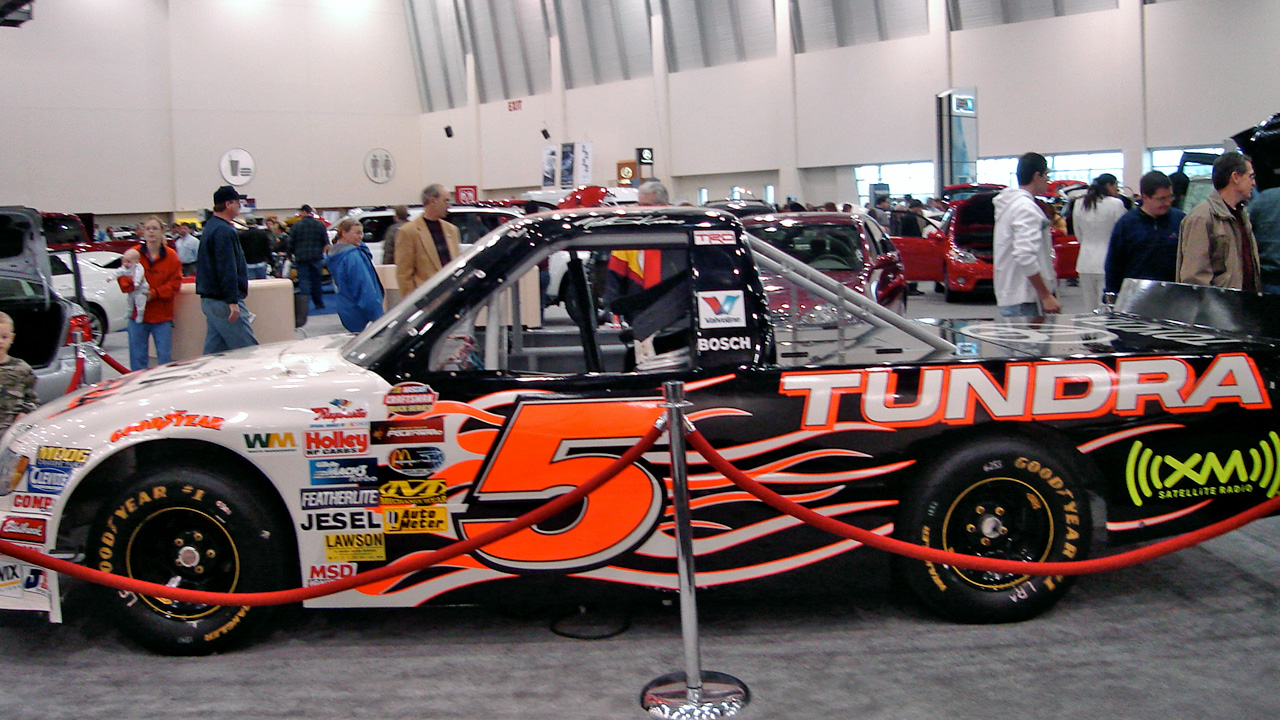
NASCAR truck 2006年マイク・スキナー仕様
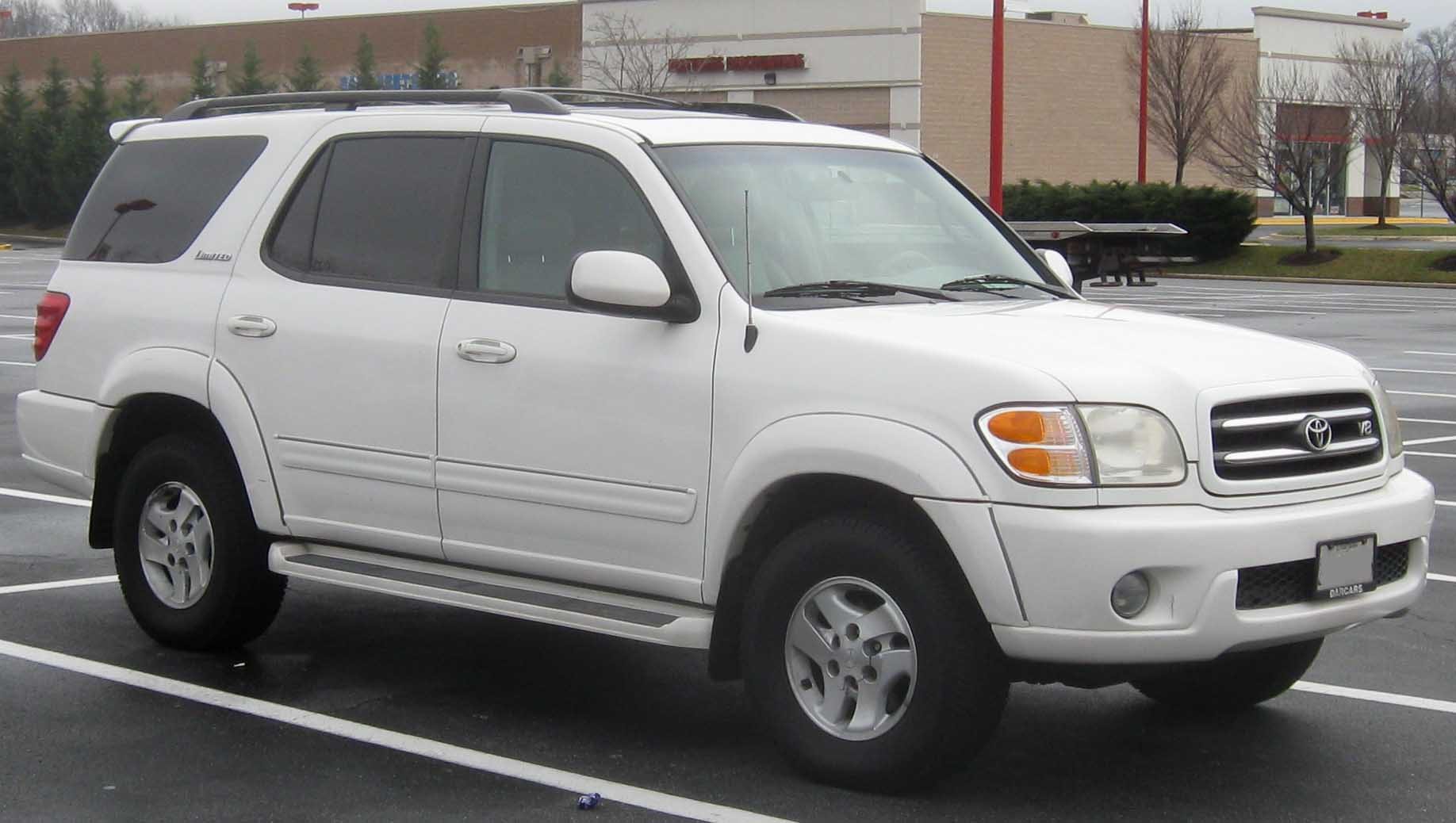
初代セコイア 前期型

## 2代目 XK50型（2007年 - 2021年）

### 2007年 - 2014年
2004年東京モーターショーにてコンセプトモデルFUTURE TRUCK CONCEPT展示。
2006年2月、シカゴモーターショーでプロトタイプ展示。ビッグスリーのフルサイズピックアップトラックと真向勝負するため、ボディとエンジンの排気量が拡大された。
米国テキサス州・サンアントニオに建設したテキサス工場（TMMTX）で2006年11月17日に1台目がラインオフした。そして、この工場の所在地はテキサス州の愛称から取って、ローンスター1番地と名づけられた。
テキサス工場は、タンドラをはじめとするフルサイズピックアップが最も売れているテキサス州に新たに建てられた工場で、2代目タンドラがはじめての生産モデルとなる。ちなみにこの経緯はNHKスペシャルでも放送された。
当初、レギュラーキャブとダブルキャブがこのテキサス工場で生産され、クルーマックスはインディアナ工場で生産されていた。テキサス工場で作られているレギュラーキャブとダブルキャブには、リアウインドウに、テキサス州の州旗をモチーフにしたステッカーが貼られており、そこには「BORN IN TEXAS, MADE BY TEXANS」（テキサスで生まれ、テキサス人によって作られた）とある。
初代に引き続き、リアにはトヨタマークが使われておらず、「TOYOTA」のアルファベットのみとなっている。
2007年1月、北米国際オートショー（NAIAS）で市販モデルを展示、2月より販売開始。
エンジンは1GR-FE型、2UZ-FE型に加え、新開発のV8・5.7 Lの3UR-FE型が設定された。
ライバルのビッグスリーが売り上げを落とす中、攻撃的なスタイルとハイパワーエンジンが功を奏したタンドラの売り上げは、テキサス工場地元のサンアントニオをはじめ、非常に好調であった。ところが、ライバルのインセンティブの引き上げで鈍化が始まり、原油高とリーマン・ショックで他社のフルサイズ車同様売り上げを落としている。
これを受け、現在建設中のアメリカ新工場は初めはタンドラなどの大型車を生産する予定であったが、プリウスの生産工場へ変更となった。2009年春よりクルーマックスの生産もテキサス工場に移管されている。
2010年モデルより4.7 Lの2UZ-FE型が廃止され、4.6 Lの1UR-FE型へ変更された。

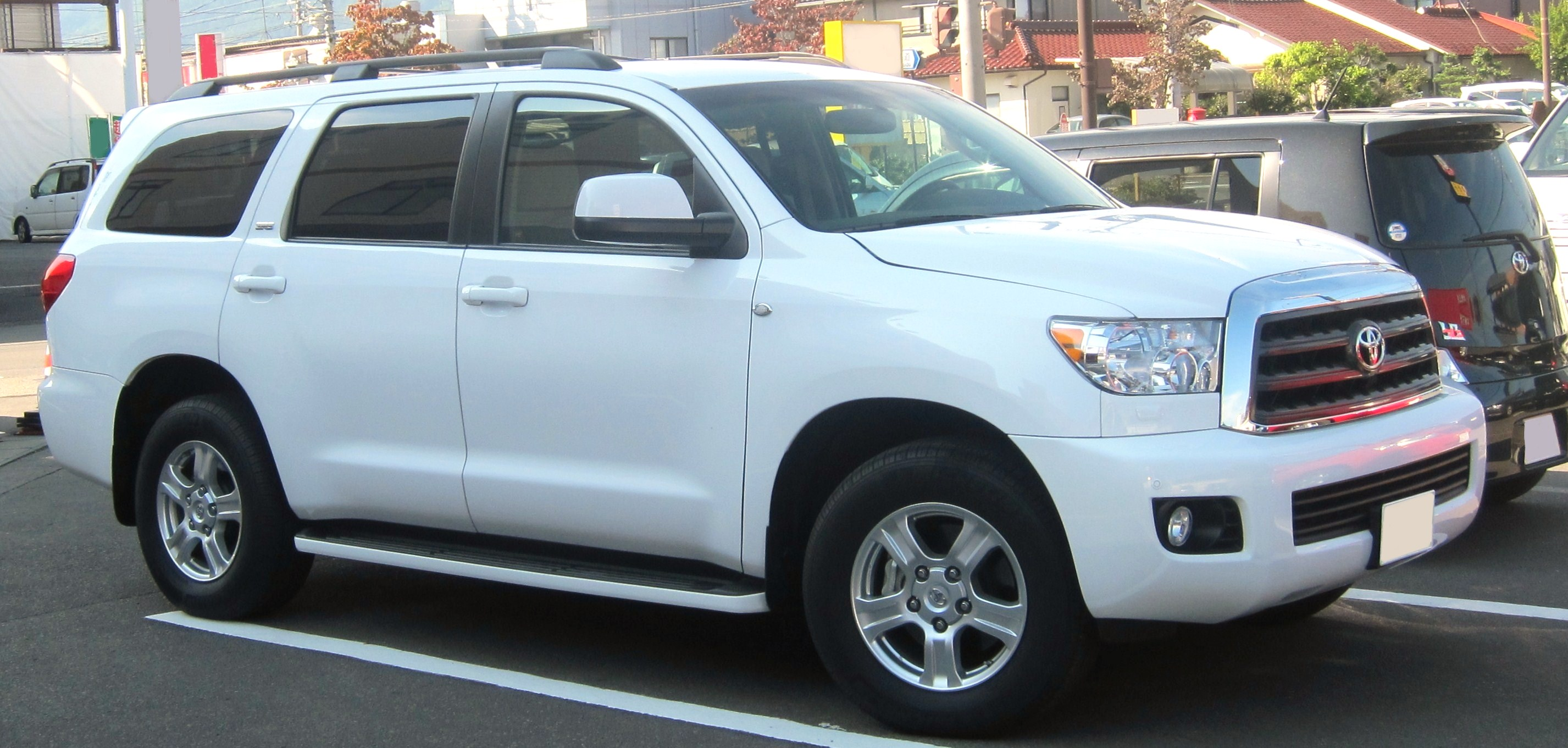
2代目セコイア SR5

#### グレード
- ベース
- リミテッド - クルーマックスのみ

#### キャブバリエーション
- レギュラーキャブ
- ダブルキャブ - 小型のリアドアと+2のシートを持つ
- クルーマックス - 4ドアの通常型ダブルキャブ

#### ベッドバリエーション
- ショートベッド
- レギュラーベッド
- ロングベッド

### 2014年 - 2021年

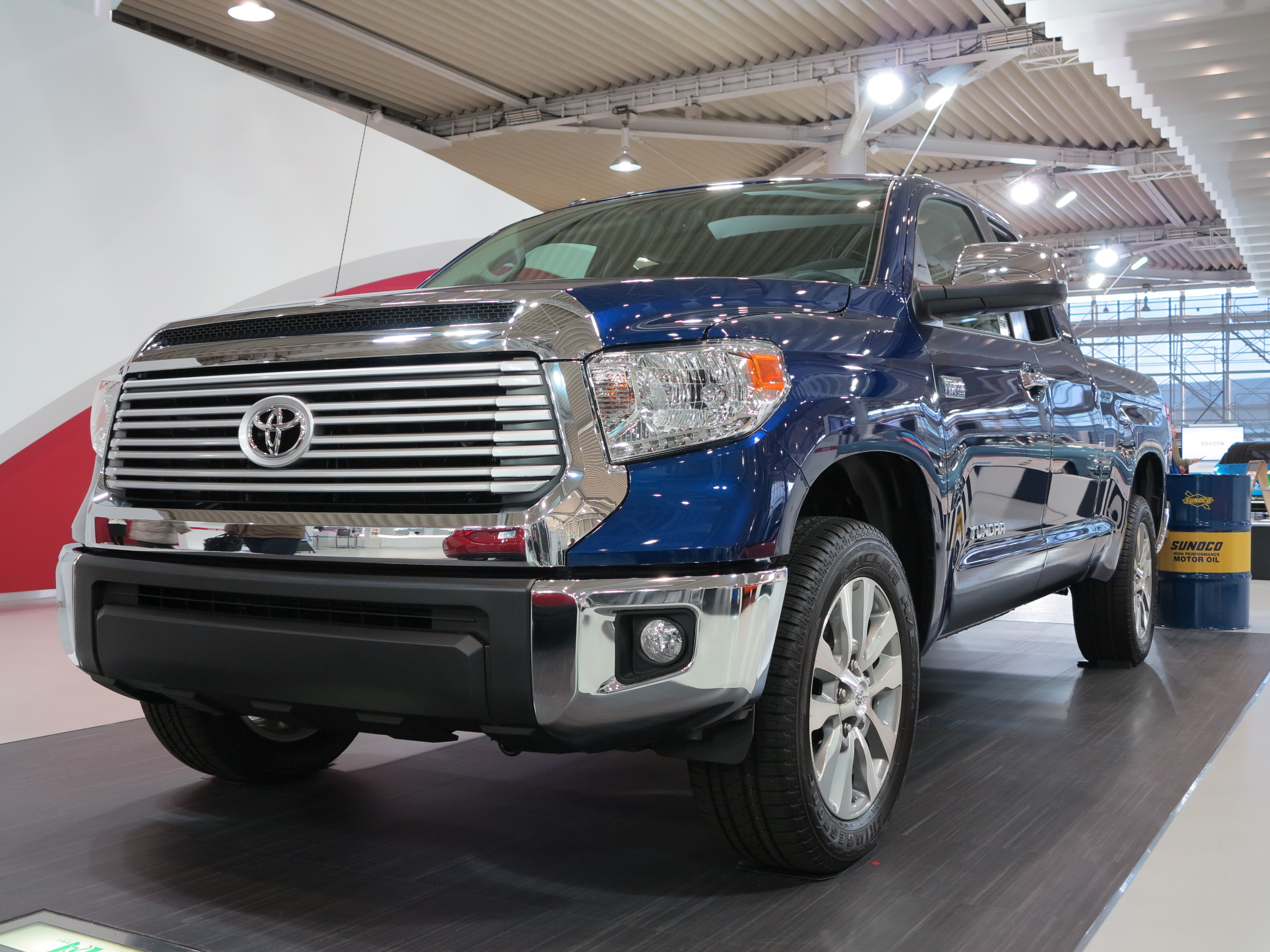
タンドラ2014年モデル（MEGAWEB展示車両）

2013年2月7日、シカゴモータショーにて改良型の2014年モデルが発表された。拡大グリルと増強されたフェンダーのデザインが特徴で、テール周りのデザインも変更され、全体的な外観の変更が行われたが、荷台部分とドアの板金は従来のモデルからの変更はない。迫力あるデザインとすべく、ルーフラインもスポイラー部分を含めテールゲートまで改良された。内装は、3.5インチの情報表示画面、bluetooth接続機能、後方カメラを特徴とする他、さらなる人間工学を追求した新寸法のシート、メタルパーツを多用したインパネ周りとなった。エンジンは2010年モデルと同様4.0L/V6、4.6L/V8、5.7L/V8の3種類が用意されるが、4.6L/V6エンジンに関しては最大出力270PS/377N・m（2010年モデル比37馬力向上）となった。サスペンションはダンパー比が改良されて乗り心地を向上させた他、ステアリング機構の改良によりハンドルの操作性も向上した。
また当モデルよりラグジュアリー性を追求した「1794」が追加されて全5グレード（SR、SR5、リミテッド、プラチナ、1794）展開となり、レギュラーキャブの6.5'ボックスは廃止された。2015年には悪路走破性を高めたTRD PROモデルが登場すると同時に、4.0 L/V6モデルの廃止が予定されている。
2020年モデルで4.6 Lエンジンが廃止され、全ての車型とグレードで5.7 Lが標準となった。
2021年モデルはメカニズムの変更はなく、TRD Pro への新色の追加と、SR 5 をベースに、大容量燃料タンクの装備や、
アウトドアライフでの利便性を向上させた Trail と、ドレスアップバージョンとなる Nightshade が特別仕様車として発売された
。

#### グレード
| 荷台             | SR | SR5 | リミテッド | プラチナ | 1794 |
| ---------------- | -- | --- | ---------- | -------- | ---- |
| レギュラーキャブ | ○  | ×   | ×          | ×        | ×    |
| ダブルキャブ     | ○  | ○   | ○          | ×        | ×    |
| クルーマックス   | ×  | ○   | ○          | ○        | ○    |

1794エディション
1794は、シボレー・シルバラード・ハイカントリーなどに追随すべく設定された最上級ラグジュアリーモデル。1794という名前は、タンドラの生産工場を建設する際に利用した廃牧場がスペイン人入植者イグナチオによって開墾された年に由来する。1794は西部をイメージしたレクサス同様の茶系革内装にシートヒーター、シートクーラー、電動調節機構を備えた前席、更に一部を木製としたハンドルとダッシュボードや電動サンルーフ、死角カメラを備え、カーナビやオーディオにはエチューンプレミアムのJBLサウンドシステムを搭載する。ホイールは1794ロゴの付いた20インチアロイホイールを採用。またシート生地にはステッチを際立たせたスエード調の艶出し本皮があしらわれる。その他にも車内には木目調パネルが多用される。
TRD Pro
本モデルより、通常のTRD仕様よりワンランク上の仕様として、悪路走破性を高めた「TRD Pro」が設定された。SR5 4x4のダブルキャブ6.5'又はクルーマックス5.5'のオプションとして設定される。
TRD Proでは通常モデルより遥かに伸縮性を高めた直径2.5インチのビルシュタイン製ショックアブソーバーが全てのタイヤに装備されている。前輪で通常より1.75インチ、後輪で1.83インチ伸縮幅が多くなっており、サスペンションの圧縮により硬さを調整する3段階減衰機構を有している。このショックアブソーバーにより前席地上高が通常仕様より2インチ高くなっている。前コイルスプリングはサスペンションの状態に応じて衝撃吸収性を高めるようになっている。TRD Proにはこの他0.25インチの厚みを持つフロントスキッドプレートとTRDキャットバックエキゾーストシステムを有する。また、通常のエンブレムの代わりにランドクルーザー70などに見られるような「TOYOTA」のロゴが黒文字で入り、グリルも車体色と同色のものが採用される。通常のTRDロゴがシフトノブにあしらわれ、TRD Proロゴも荷台部分の横側に入れられる。インテリアは赤ステッチが際立つドアハンドルに、カーナビゲーション付きエチューンプレミアム音響システムが導入され、TRD Pro独自の内装品を数多く採用する。タイヤはP275/65-18のミシュラン製LTX A/T2、ホイールはTRDセンターキャップ付の黒色ホイールが採用される。
色はインフェルノ、アティチュードブラックメタリック、スーパーホワイトの3色が設定される。

## 3代目 XK70型（2022年 - ）
2021年5月より、3代目となる2022年モデルのティーザーイメージが順次公開される。
2022年1月31日-ラグジュアリーグレード「キャップストーン」量産第一号車が、バレットジャクソンオークションにおいて、70万ドル（約8030万円）で落札された。同じオークションではTRDプロの量産第一号車も出品され、落札されている。

## 他社同クラスモデル
- フォード・Fシリーズ
- シボレー・シルバラード
- GMC・シエラ
- ダッジ・ラム
- 日産・タイタン

## 日本での販売
初代のみトヨタグループのセントラル自動車がタンドラの日本への並行輸入・販売を行っていた。同時にタンドラをキャンピング仕様のエクスクルーザーとして（プレジャーおよびプラウド）架装し販売していたが、2008年にキャンピングカー事業から撤退。そのため現在は、販売業者単位での並行輸入が行われている。海外専売車の中ではトヨタ・シエナ、トヨタ・タコマ、トヨタ・4ランナー、トヨタ・FJクルーザーに並んで人気車種となっている。
一部車両は準中型自動車に分類される。このため2017年3月12日以降に普通免許を取得した場合、運転できない。

## スペースシャトルの牽引
スペースシャトルが計画終了したのを受け「エンデバー」が引退した。退役後ロサンゼルスのカリフォルニア科学センターに保管されることになる。2012年10月ロサンゼルス国際空港からカリフォルニア科学センター迄の12マイル（約19キロ）の移動が始まった。しかしシャトル運搬用の4台のロボティックドーリー（全輪操舵/駆動の遠隔操作式台車）とシャトルの合計重量が50万ポンド（約227トン）を超える為、この道中にある橋がこの荷重に耐えられない危険性があった。そのことからタンドラが牽引する際に使用する台車との組み合わせのほうがより軽量だからという判断になった。
2012年10月12日計画が実行され約250mをタンドラが引っ張って走行した。タンドラの本来の牽引能力は1万ポンド（約4.5トン）だが、エンデバーは、機体単体重量の約15万ポンド（68トン）に加え、トレーラーなどを含めると総重量は30万ポンド（約136トン）というサイズだった。
トヨタは、この日より前からカリフォルニア科学センターとスポンサー契約を結んでおりタンドラが使用されることとなった。

## その他
- 2003年にアメリカ映画「ターミネーター3」の公開を記念して、850台限定でSR5のアクセスキャブ二輪駆動をベースに「T3」仕様が発売された。
- 2004年11月9日より12月にかけて、アムトラックのディーゼル機関車「ジェネシス」P42形84号機・115号機に機関車の側面全体に「タンドラ」の側面写真を描いたラッピング広告が施され、シカゴとロサンゼルスを結ぶ「サウスウェスト・チーフ」などの旅客列車の運行に使われた[8]。
- モータースポーツでは2004年からNASCARの3大シリーズ戦の一つであるキャンピング・ワールド・トラック・シリーズにストックカーとして参戦中。マニュファクチャラーズタイトル数は全メーカー中最多の11回を記録している。また2011年にF1王者キミ・ライコネンが同シリーズにスポット参戦したときのマシンもタンドラであった。その他北米のオフロードレースやラリーレイドでも活躍。バハ1000で米TRDの開発したタンドラが1998年に総合優勝を収めている。

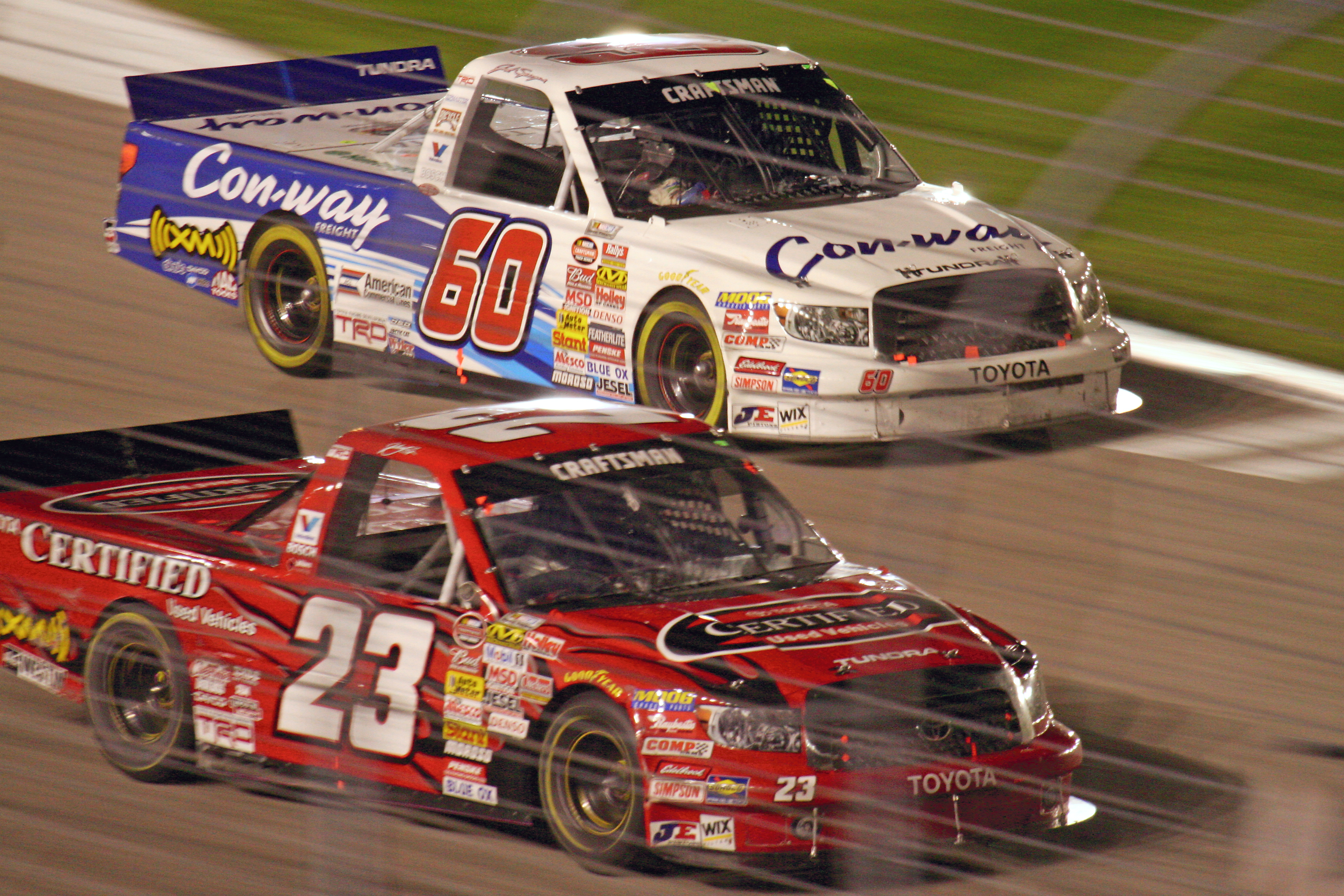
NASCAR
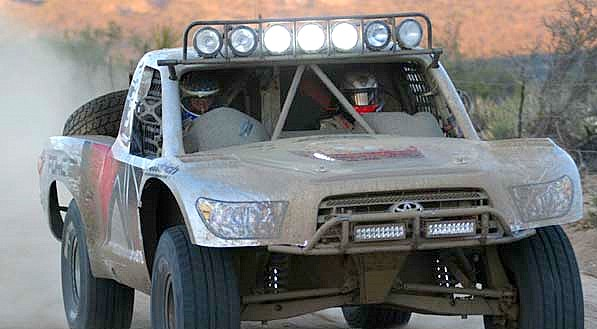
バハ1000
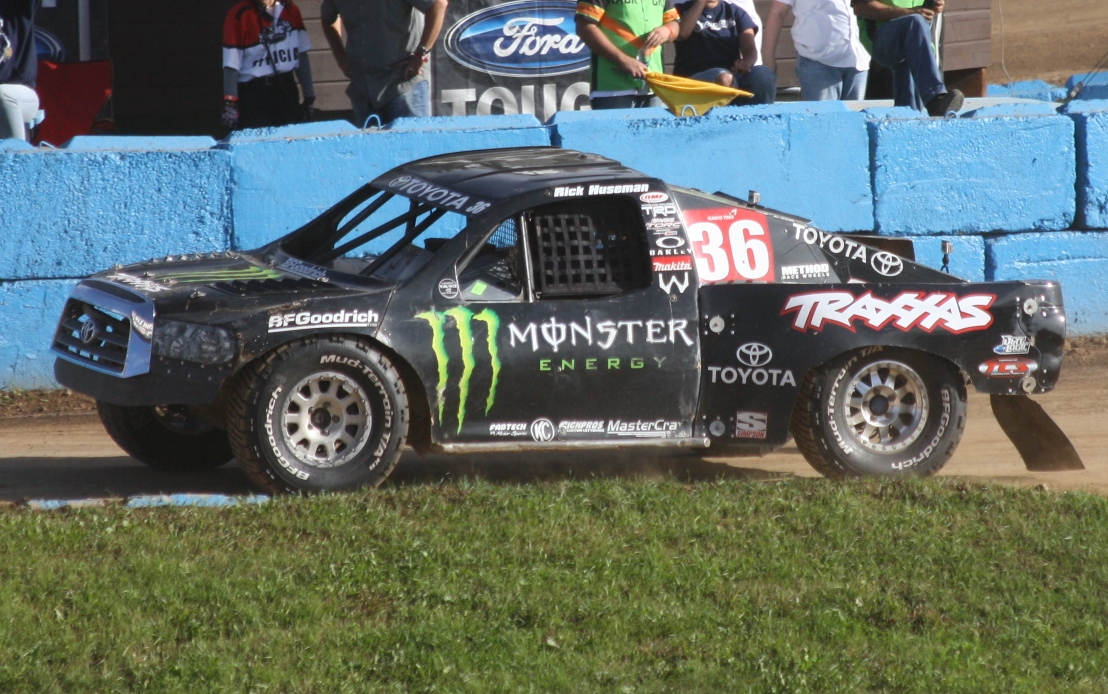
オフロードレース